# 龙塘镇 (耒阳市)
龙塘镇，是中华人民共和国湖南省衡陽市耒阳市下辖的一个乡镇级行政单位。

## 行政区划
龙塘镇下辖以下地区：
司南桥社区、乌冲村、江头村、王冲村、举山村、新民村、福星村、通水村、严江村、大石村、红桥村、蚕子村、龙形村、龙塘村、畔塘村、龙塘尾村、牛江村、铁炉村、高寨村、东冲村、白洋村、落凤村和香兰村。